# Harangtorony

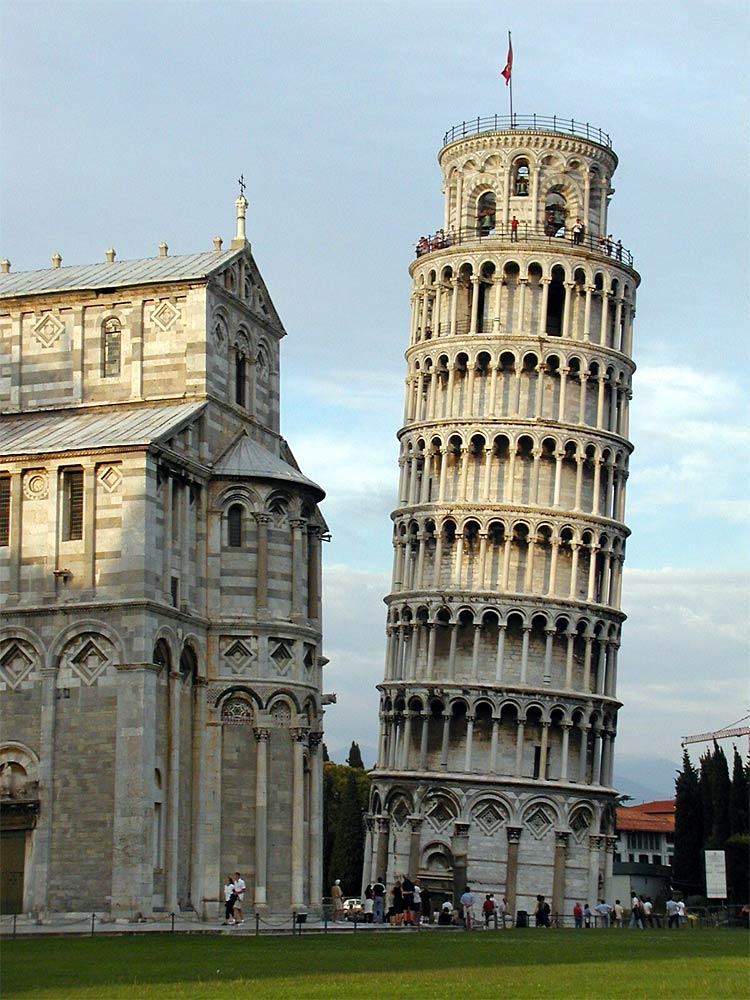
A pisai ferde torony

A harangtorony toronyformájú építészeti szerkezet, általában templom vagy középület szomszédságában (ebben az esetben polgári toronyról beszélünk), amely otthont ad egy vagy több harangnak. A keresztény templomoknak gyakran több, velük egybeépített harangtornyuk van. Az önálló torony építészetben elterjedt olasz neve campanile. A mecset tornyát minaretnek nevezzük, amely harang nélküli torony.
A harangtornyok sajátos csoportját képezik a németalföldi és észak-franciaországi polgári harangtornyok, amiknek külön nevük is kialakult: franciául beffroi, hollandul belfort, németül Belfried, angolul belfry.

## Története

### Az ezen építészeti típus eredete

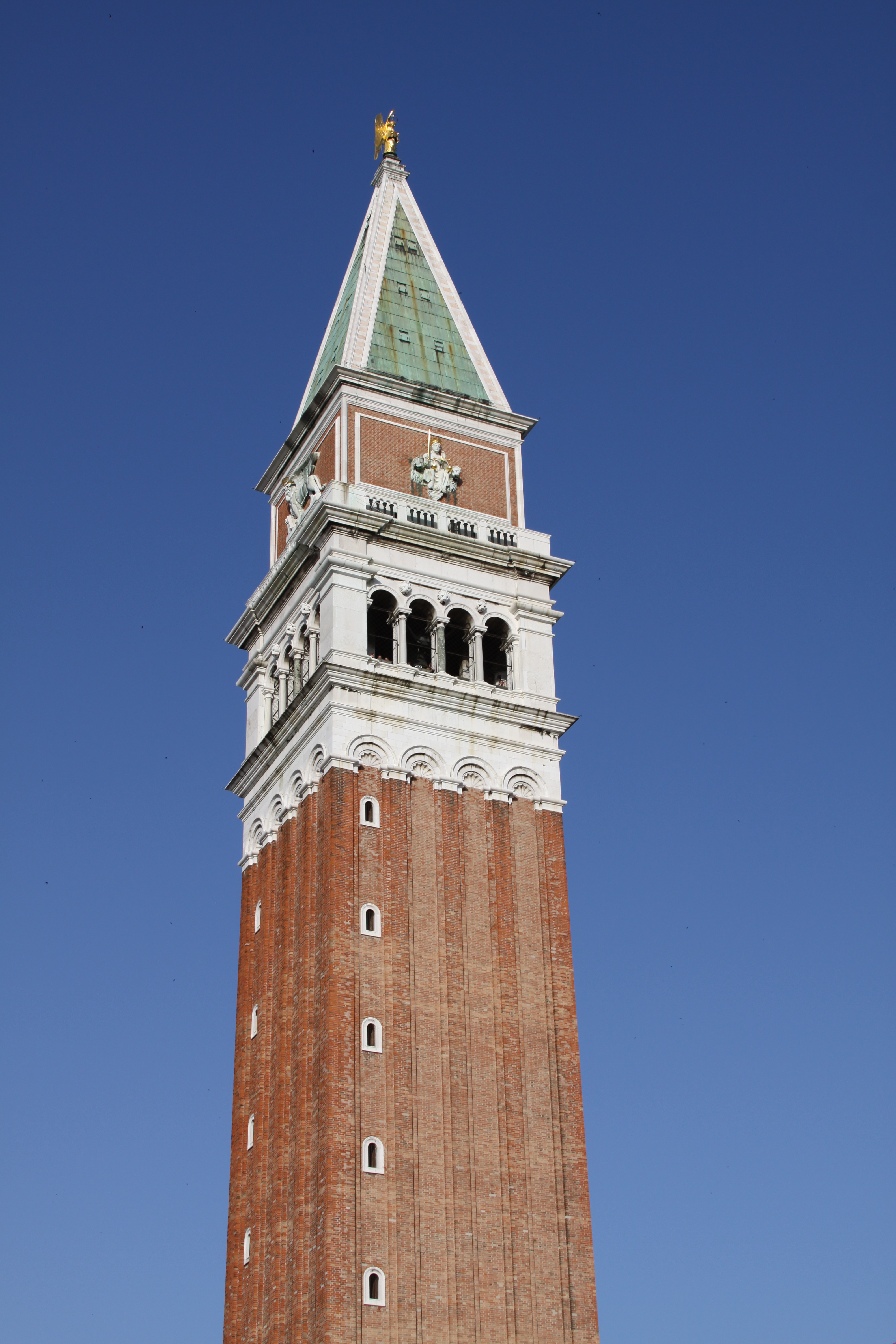
A Campanile, a Szent Márk-székesegyház különálló harangtornya Velencében

A hagyomány Nolai Szent Paulinusnak (5. század), Nola püspökének tulajdonítja a gyülekezetbe szólító haranghasználat örökségét, de az első jelentés 561-ből Tours-i Szent Gergelyhez köti a hívek hívását külön toronyba helyezett harang megszólaltatásával. A 8. századtól ez a konstrukció gyorsan elterjedt Európában, amikor II. (III.) István pápa elrendelte három harangnak a Szent Péter-bazilika tornyába való beépítését.

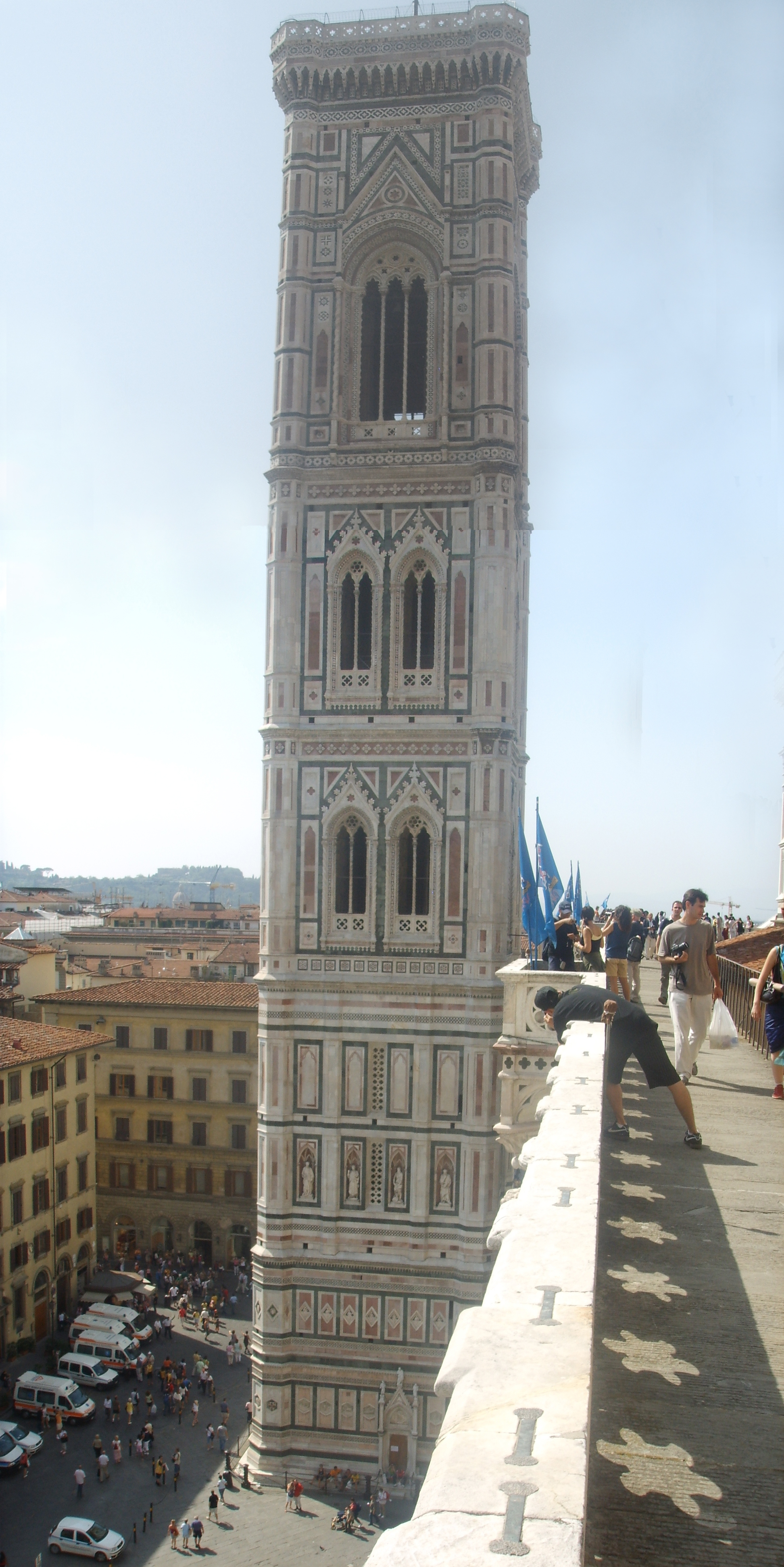
Giotto harangtornya, Firenze

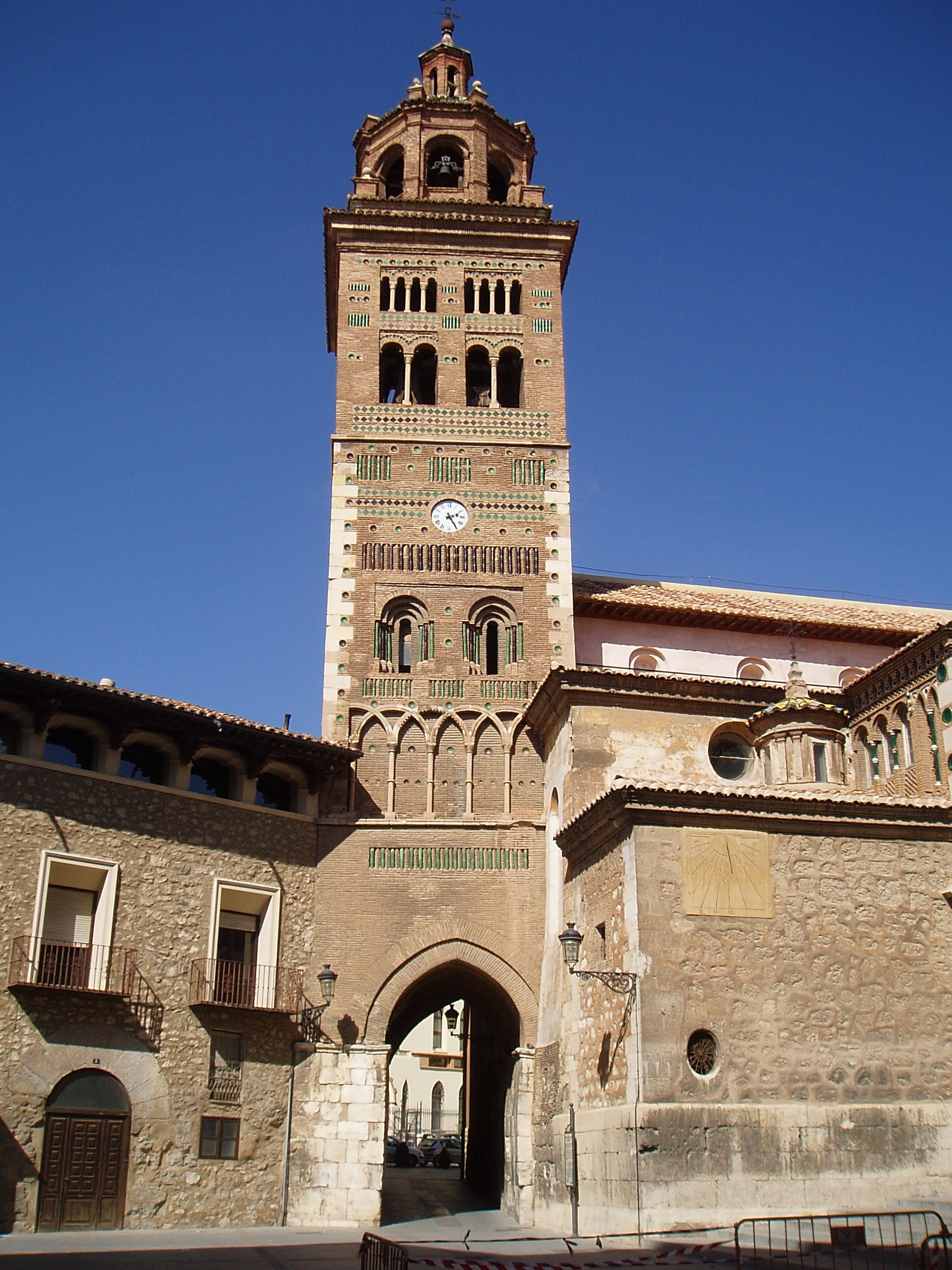
A terueli katedrális harangtornya

A vallási funkciókat később, főként a mechanikus órák elterjedése után, kiterjesztették az eltelt óra harangütéssel való jelzésére. Egyre nőtt a kultikus használaton kívüli harangtornyok száma városi középületeken.

## Leírás
A harangtorony a főépülettől bizonyos távolságra, különállóan épített torony, amelynek típusa olasz eredetű (campanile), de nagyon népszerű lett máshol is. Sokkal gyakoribb külföldön a templom főépületével, a főhajó, a kereszthajó, vagy az átrium fölött egybeépítve, gyakran egy többszintes építészeti blokk részeként. Erre a német Westwerk, vagy Westbau (szó szerint „nyugati (véd)mű” vagy „nyugati épület”) kifejezést használják, amelyek nem mindig szinonimák. A Westwerk általában a német típusú megoldását jelenti.
A római kor és a középkor közti átmeneti időszakban az első templomok stílusára a régi építészeti, például védőbástyákra emlékeztető elemek újrafelhasználása a jellemző.
Az ún. harmonikus kórus az, amikor a két harangtorony a templom szentélye fölött helyezkedik el.
A legrégebbi harangtornyok hengeres alakúak. Ez a fajta szerkezet jellemző például a ravennai templomokra (Sant’Apollinare Nuovo-bazilika, a Sant’Apollinare in Classe) és Caorle bazilikájára, a négyzetalapú harangtorony pedig a román stílusú katedrálisokra. A gótikus tervezésűek viszont sokszögalapúak. Az északi építészet hatása alatt (Franciaország, Németország) a harangtornyok a homlokzat, vagy a szentély két oldalán emelkednek. Ez a fajta építészeti szerkezet valószínűleg a római erődökre hajaz, tipikus mintájaként a császári, vagy a feudális hatásnak. Ez az építészeti elem szintén ismert az olyan városkapukról, mint például a tornyokkal körülvett Porta Palatina Torinóban.
Ily módon a keresztény építészet úgy használja a harangtornyot, mint erődítmény a kaput, ami Krisztus szimbóluma (János evangéliuma 10,8), használata határozottan a szent épület bejáratát jelöli (A zsoltárok könyve 99, 2.4; 117, 19-20; 43,4.

### A vitorlatorony
Az úgynevezett vitorlatorony széles körben a szerény méretű templomok esetében terjedt el, vagy ahol szeretnék a hivalkodást elkerülni (pl. a ferences rend templomai). Ilyenkor egy egyszerű falat emelnek a templomtető fölé, amelyen egy nyílást képeznek ki a harangok számára, amelyeket a templom belsejéből kötéllel lehet megszólaltatni. Rezonanciaszekrény hiányában nem lehet nagy, vagy messzehangzó harangokat ebbe a konstrukcióba telepíteni.

## Híres harangtornyok
Világszerte ismert olaszországiak: a Pisai ferde torony, a Giotto-campanile Firenze, a San Marco-campanile Velencében (1902-ben földrengés miatt összedőlt, 1912-ben újjáépítették), a cremonai Torrazzo (amely az egyik legmagasabb téglából épített harangtorony a világon, a Ghirlandina, a Modenai dóm és Messina katedrálisának harangtornya (az 1908-as földrengésben összeomlott, majd újjáépítették), amelyen a világ egyik legnagyobb csillagászati órája van, számos mozgó figurával.

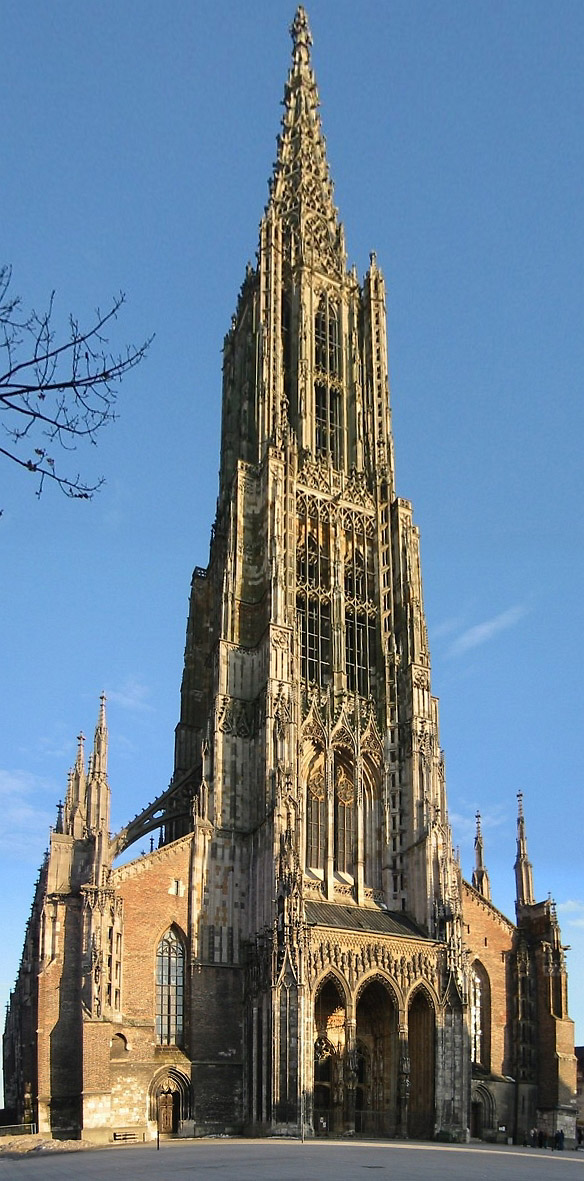
Európa legmagasabb harangtornya a Ulmi nagytemplomé

Európaiak a világ legmagasabb harangtornyai, a legnagyobb az Ulmi nagytemplomé, amely 161,53 méter magas. Gótikus stílusban, a XIV. században épült, de kész az eredeti tervek alapján, csak 1890-ben lett. Ez a legmagasabb történelmi egyházi torony a világon, míg a Strasbourgi katedrális 142 méteres tornya 1439-ben készült el. 1625 és 1874 között az volt a legmagasabb épület a világon.
Hasonlóan híres a Roueni székesegyház tornya Franciaországban, amely perforált öntöttvasból épült, magassága eléri a 151 métert; vagy a bécsi Stephansdom, valamint az úgynevezett Utánozhatatlan Túra, a brüsszeli városháza, vagy a lendület és az egyensúly remekművei, a gótikus építészet remeke a Martinskirche Landshutban, a 130,6 méteres, a világ legmagasabb téglatornyával, vagy a tizenkilencedik századi neo-gótikus épület a Westminster-palota harangtornya a Big Ben, Londonban.
A Giralda, a sevillai katedrális harangtornya, egykor minaret volt. A dél-tiroli Reschen-tó híres különlegessége egy tizennegyedik századi, vízbe merült harangtorony.
Belgium és Franciaország középkori harangtornyai néven 56 torony (templomi és polgári egyaránt) együttese került fel az UNESCO világörökség listájára.

## Pohárharangok

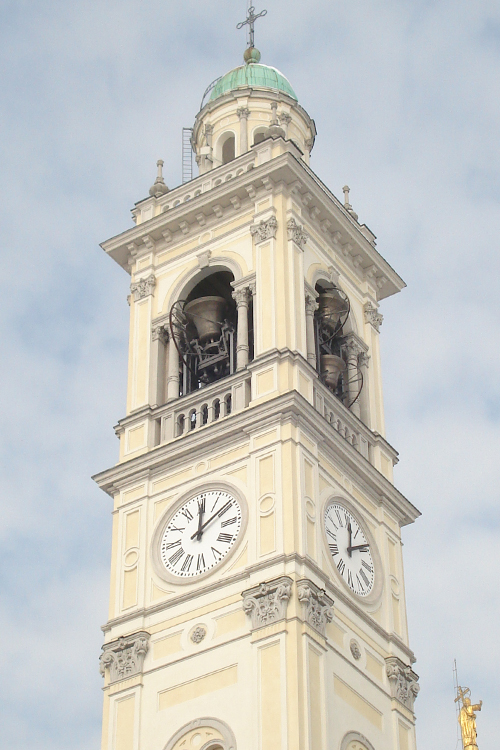
A pohárharangok harangjáték alatt, a magentai Szent Márton-bazilikában

A Milánói főegyházmegye meg a szomszédos területek tornyai, amelyekre Milánónak volt történelmi hatása, olyan lengőszerkezettel rendelkeznek, amely lehetővé teszi a harangok mindkét irányban közel 180°-nyi kitérését, majd rögzítését ebben a helyzetben. Egy-egy kilengés alatt a harang egyetlen kondulást produkál. A fejre állított helyzetű harangot hívják pohárharangnak. Hagyományosan ünnepélyes koncertek alkalmával szólaltatják meg, kezelésük a harangozóktól különleges ügyességet követel.
A veronai harangrendszer is képes harangjátékra a pohárharangokkal, de megállás és a 360°-os elforgatás lehetősége nélkül, csak egyetlen harangütésre alkalmas.

## Zene, funkciók, jelzések

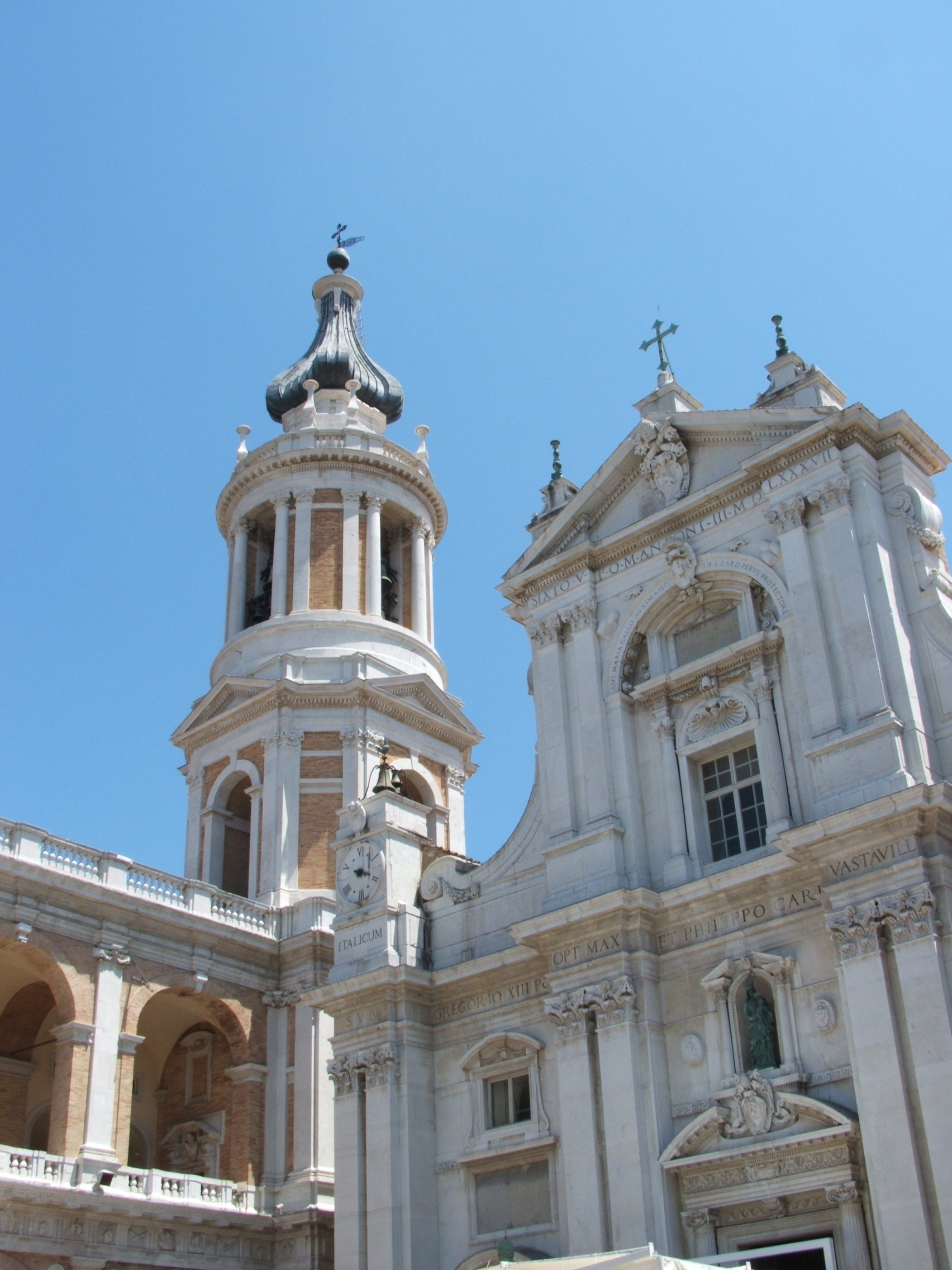
A Santa Casa-bazilika harangtornya, Loreto

A vallási és a polgári élethez kapcsolódó főbb jelzések országonként és területről területre is változnak.

### Egyházi harangozás
- Déli harangszó: felekezettől függetlenül a nándorfehérvári diadalra emlékezteti a keresztényeket
- Szentmise: régióktól függően: 15, 30, 45 vagy 60 perccel a mise kezdete előtt
- Úrangyala: reggel 6-kor, délben, este 6-kor katolikusok imára hívása
- Pénteken 15 órakor: Jézus halálára emlékeztet
- Esküvők, szentségek, temetés, védőszentünnepségek, felvonulások, egyházi ünnepek, triduum, kilencedek, könyörgések jelzése
- A pápa halála, majd az új egyházfő megválasztása
- Haldoklás
- Harangjáték félórakor (egyes helyeken negyedkor is)
- Különböző: katekizmus, házszentelés, Mária-hónap (május) jelzésére

### Polgári harangozás jelezhet
- Önkormányzati tanács összehívását
- Gyászt
- Évfordulókat, helyi vagy nemzeti ünnepeket
- Órát, félórát, negyedórát
- Iskolakezdést
- Különféle egyéb alkalmakat

### A régi időkben a harangok jelezhettek még
- Kalóztámadást
- Tüzet
- Kijárási tilalmat
- Pestist

### Harangjátékok
A harangtoronyba szerelt híres harangjátékok listája:
| #    | Helyszín                             | Harangjáték                                            | Nagyharangok | Harangjátéksúly |
| ---- | ------------------------------------ | ------------------------------------------------------ | ------------ | --------------- |
| I    | Kölni dóm                            | g, e, d, c, H, A, G, C                                 | 24 000 kg    | 50 740 kg       |
| II   | Salzburgi dóm                        | a♭, g♭, e♭, d♭, B, G♭, E♭                              | 14 256 kg    | 38 880 kg       |
| III  | Szent István-székesegyház (Bécs)     | c", a', f', d', c', b, g, f, e, c, G, C                | 20 130 kg    | 31 513 kg       |
| IV   | Szent Márton-katedrális (Utrecht)    | c♯', h, a♯, g♯, f♯, e♯, d♯, c♯, H, A♯, G♯, F♯          | 8227 kg      | 31 010 kg       |
| V    | Szentháromság-dóm (Drezda)           | d, H, A♯, G, E                                         | 11 511 kg    | 28 463 kg       |
| VI   | Berni katedrális                     | g♯, e, c♯, c♯, H, G♯, E                                | 9940 kg      | 28 005 kg       |
| VII  | Erfurti dóm                          | b', a♭', g, d♭', e, d, c, A, G, E                      | 11 450 kg    | 27 145 kg       |
| VIII | Würzburgi dóm                        | f', d', c', b, a, g, f, e, d, c, B, G                  | 9080 kg      | 25 009 kg       |
| IX   | Strasbourgi székesegyház             | a♭', e♭', c', h, a♭, g♭, f, e♭, d♭, d♭, B, A♭          | 8500 kg      | 24 033 kg       |
| X    | Freiburgi dóm                        | d", c", a', g', f', d', c', b, a, g, f, e♭, d, c, B, G | 6856 kg      | 24 648 kg       |
| XI   | Szent Bertalan-dóm Frankfurt am Main | c♯', h, a, g♯, f♯, e, c♯, A, E                         | 11 950 kg    | 23 385 kg       |

## Vonatkozó jogszabályok
Egyes önkormányzatok Olaszországban tiltják a harangok éjszakai megszólaltatását. A szabályokat nemzeti szinten kell alkalmazni, a köznyugalom zavarásának tilalma (büntető törvénykönyv, 659. szakasz) figyelembe vételével, azon korlátokkal, amelyeket a jogszabályok a zajszennyezésre megállapítanak, bár meg kell jegyezni, hogy nem helyes ezen esetben zajszennyezésről beszélni. Sokfelé már úgy határoztak, hogy a harangozás a tájhoz alapvetően hozzá tartozik, ezért használatát a helyi hagyományok részeként elfogadhatónak tartják, és nem korlátozzák.

## Fordítás
Ez a szócikk részben vagy egészben  a   Campanile című olasz Wikipédia-szócikk ezen változatának fordításán alapul.  Az eredeti cikk szerkesztőit annak laptörténete sorolja fel. Ez a jelzés csupán a megfogalmazás eredetét és a szerzői jogokat jelzi, nem szolgál a cikkben szereplő információk forrásmegjelöléseként.

## Kapcsolódó tételek
- Templom
- Minaret
- Parókializmus